# Preston Mill

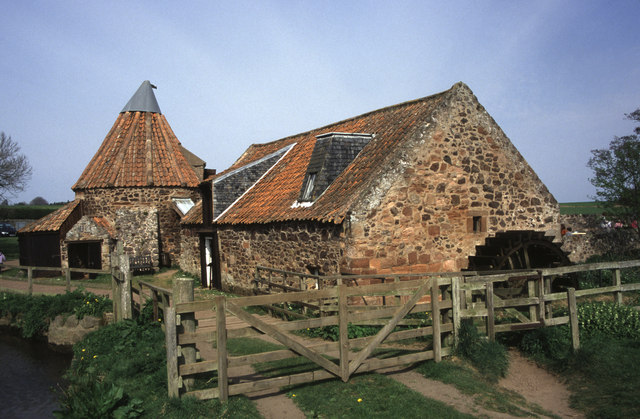
Preston Mill

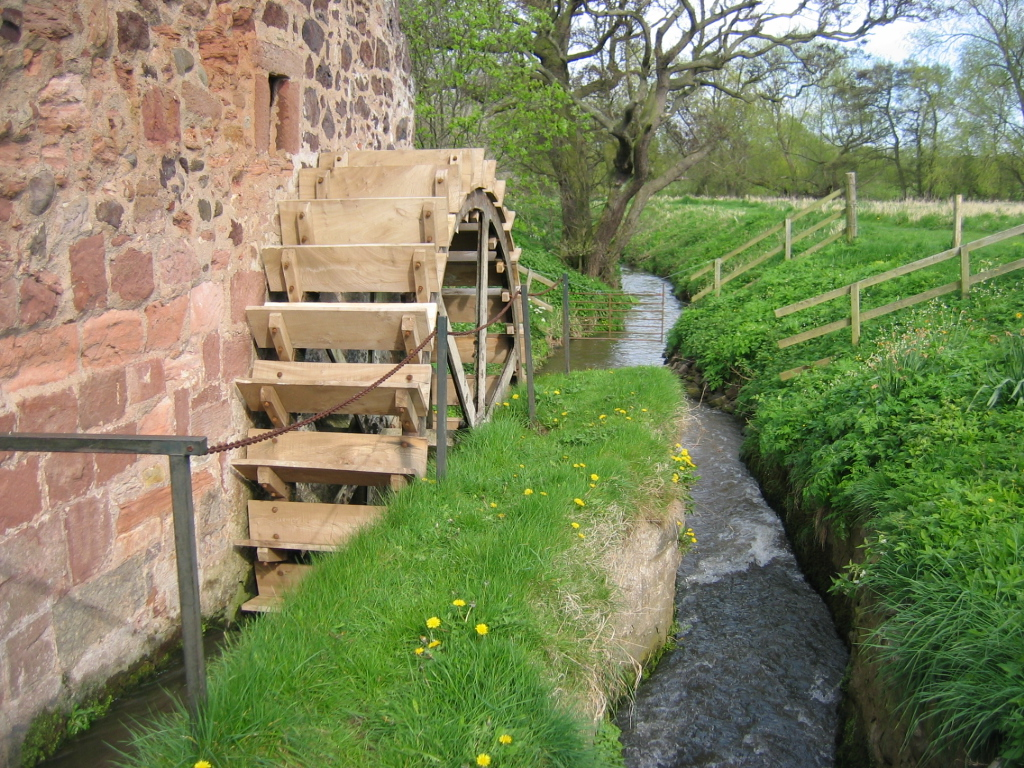
Wasserrad

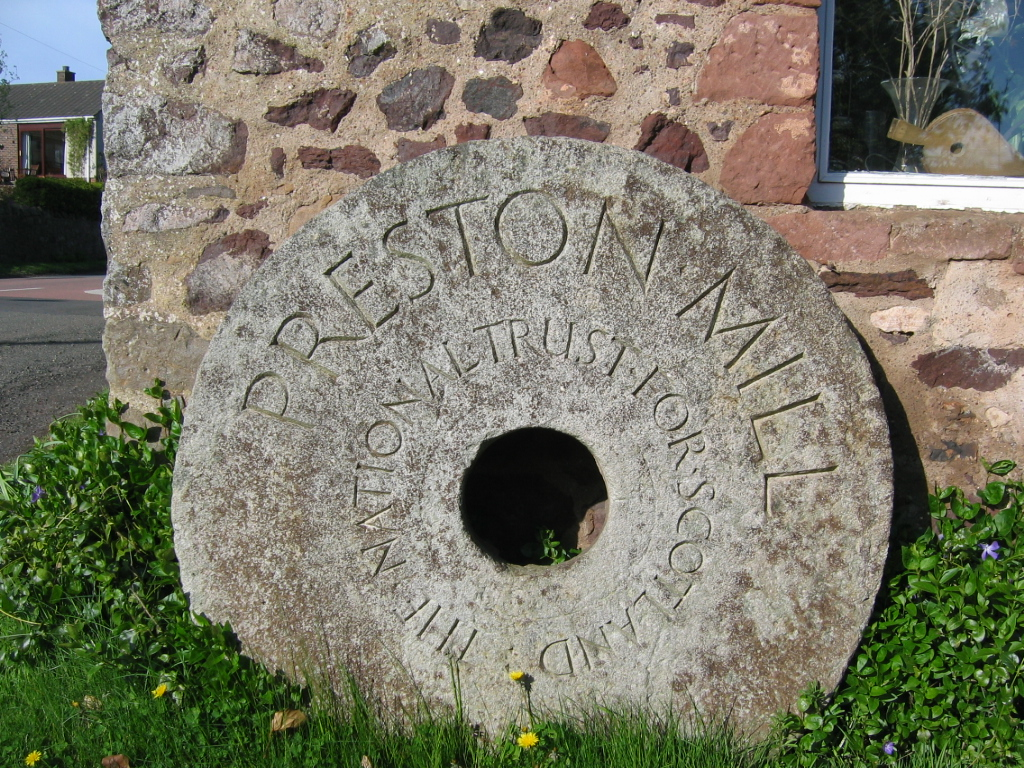
Ehemaliger Mahlstein

Preston Mill ist eine ehemalige Wassermühle in der schottischen Ortschaft Preston in der Council Area East Lothian. 1971 wurden die Gebäude in die schottischen Denkmallisten in der höchsten Kategorie A aufgenommen.

## Geschichte
Am Standort befand sich bereits seit dem 12. Jahrhundert eine Mühle. Die Preston Mill wurde im Laufe des 17. Jahrhunderts zur Versorgung eines nahegelegenen herrschaftlichen Anwesen erbaut. Die tragende Balkenkonstruktion stammt spätestens aus dem Jahre 1660. Um 1760 wurde die Mühle umfassend renoviert und substanziell erweitert. Die kommerzielle Nutzung endete 1959 als der Betrieb unrentabel wurde. Bereits 1950 fand die Übergabe der Mühle in die Hände des National Trust for Scotland statt. Die Anlage wurde restauriert und ist heute Besuchern zugänglich. Im Jahr 2024 betrug die Besucherzahl etwa 3.300 Personen.

## Beschreibung
Die Mühle liegt am Südrand von Preston unweit des Nordufers des Tynes. Das Mauerwerk des Komplexes besteht aus Bruchstein. Den nördlichen Abschluss bildet eine runde Darre mit Kegeldach. Es schließt das längliche Mühlengebäude an. Östlich sind in einem L-förmigen Gebäude ein Kornspeicher sowie Büroräume untergebracht. Sämtliche Dächer sind mit rotem Ziegel eingedeckt. Zum Antrieb des Wasserrads zweigt oberhalb der Mühle ein Kanal ab, welcher dem Fluss unterhalb wieder zugeführt wird. Das stählerne, unterschlächtige Wasserrad durchmisst 3,4 m und ist mit hölzernen Schaufeln versehen. Die innenliegende Maschinerie ist weitgehend erhalten und funktionstüchtig. Sie stammt zu wesentlichen Teilen aus dem frühen 20. Jahrhundert.